# Plaxhaplous
Plaxhaplous foi um gênero de gliptodonte, um parente extinto do tatu moderno. Viveu na época do Pleistoceno. A espécie-tipo é Plaxhaplous canaliculatus. Fósseis de Plaxhaplous canaliculatus foram encontrados na Argentina, perto de Luján, na província de Buenos Aires. Fósseis de Plaxhaplous também foram encontrados no Uruguai e na formação Charana da Bolívia.

## Descrição
Como todos os gliptodontes, Plaxhaplous era dotado de uma carapaça, que formada por osteodermas ósseos, que formavam uma estrutura rígida e robusta que protegia o animal de predadores.

## Etimologia
O nome Plaxhaplous significa superfície plana e simples.